# Hirtodrosophila clypeora
Hirtodrosophila clypeora är en tvåvingeart som först beskrevs av Wheeler 1968.  Hirtodrosophila clypeora ingår i släktet Hirtodrosophila och familjen daggflugor.
Artens utbredningsområde är Costa Rica. Inga underarter finns listade i Catalogue of Life.